# Мегсон, Гари
Гари Мегсон (англ. Gary Megson); родился 2 мая 1959 в Манчестере — английский футбольный тренер. С октября 2007 г. по 30 декабря 2009 года являлся тренером «Болтон Уондерерс». В прошлом также тренировал «Норвич Сити», «Блэкпул», «Стокпорт Каунти», «Сток Сити», «Вест Бромвич Альбион», «Ноттингем Форест» и «Лестер Сити».

## Карьера игрока
В качестве игрока, Мегсон за всю свою карьеру выступал за девять различных клубов:
- Плимут Аргайл (1977-1979 гг.)
- Эвертон (1979-1981 гг.)
- Шеффилд Уэнсдей (1981-1984 гг.)
- Ноттингем Форест (1984 г.)
- Ньюкасл Юнайтед (1984-1985 гг.)
- Шеффилд Уэнсдей (1985-1989 гг., второй раз)
- Манчестер Сити (1989-1992 гг.)
- Норвич Сити (1992-1995 гг.)
- Линкольн Сити (1995 г.)
- Шрусбери Таун (1995 г.)

## Карьера тренера

### «Болтон Уондерерс»
В октябре 2007 года стал главным тренером клуба «Болтон Уондерерс». Мегсон привел команду к сохранению прописки в Премьер-Лиге. Команда не проигрывала в последних 5 матчах сезона и заняла 16 место. Мегсон был инициатором крупнейшего трансфера в истории клуба, когда в июне 2008 года был приобретен нападающий сборной Швеции Йохан Элмандер за 8,2 млн фунтов .

## Индивидуальные достижения
- Тренер месяца английской Премьер-лиги: ноябрь 2008